# Hemichaena
Hemichaena es un género con cinco especies de plantas fanerógamas perteneciente a la familia Phrymaceae. 

## Especies seleccionadas
- Hemichaena coulteri
- Hemichaena fruticosa
- Hemichaena levigata
- Hemichaena rugosa
- Hemichaena spinulosa